# Губинская (Ивановская область)
Губинская — деревня в Пучежском районе Ивановской области России. Входит в состав Илья-Высоковского сельского поселения.

## География
Деревня расположена в восточной части Ивановской области, в зоне хвойно-широколиственных лесов, на левом берегу реки Полнатки, при автодороге 24Н-313, на расстоянии примерно 9 километров (по прямой) к юго-западу от города Пучежа, административного центра района. Абсолютная высота — 95 метров над уровнем моря.

### Климат
Климат характеризуется как умеренно континентальный, с умеренно холодной снежной зимой и тёплым влажным летом. Среднегодовая температура воздуха — 2,6 °C. Средняя температура воздуха самого холодного месяца (января) — −12,1 °C (абсолютный минимум — −39 °C); самого тёплого месяца (июля) — 17,7 °C (абсолютный максимум — 30 °С). Безморозный период длится около 139 дней. Годовое количество атмосферных осадков — 658 мм, из которых 417 мм выпадает в период с апреля по октябрь. Снежный покров устанавливается в третьей декаде ноября и держится в течение 145 дней.

### Часовой пояс
Деревня Губинская, как и вся Ивановская область, находится в часовой зоне МСК (московское время). Смещение применяемого времени относительно UTC составляет +3:00.

## История
В XIX — первой четверти XX века деревня входила в состав Горбунихинской волости Юрьевецкого уезда Костромской губернии.
С 1918 года в составе Иваново-Вознесенской губернии, с 1929 года в составе Пучежского района Ивановской области, с 2005 года — в составе Илья-Высоковского сельского поселения.

## Инфраструктура
В деревне имеется ФАП.
С 1978 года действует централизованное водоснабжение от артезианской скважины и водонапорной башни Рожновского.
С 2017 г. деревня газифицирована (пущен газ в газопровод Илья-Высоково – Кораблево – Губинская).

## Экономика
- Сельскохозяйственный производственный кооператив (СПК) «Авангард».

## Население
| 2010 |
| ---- |
| 162  |

### Национальный состав
Согласно результатам переписи 2002 года, в национальной структуре населения русские составляли 96 % из 182 чел.